# Gerolsteiner Brunnen

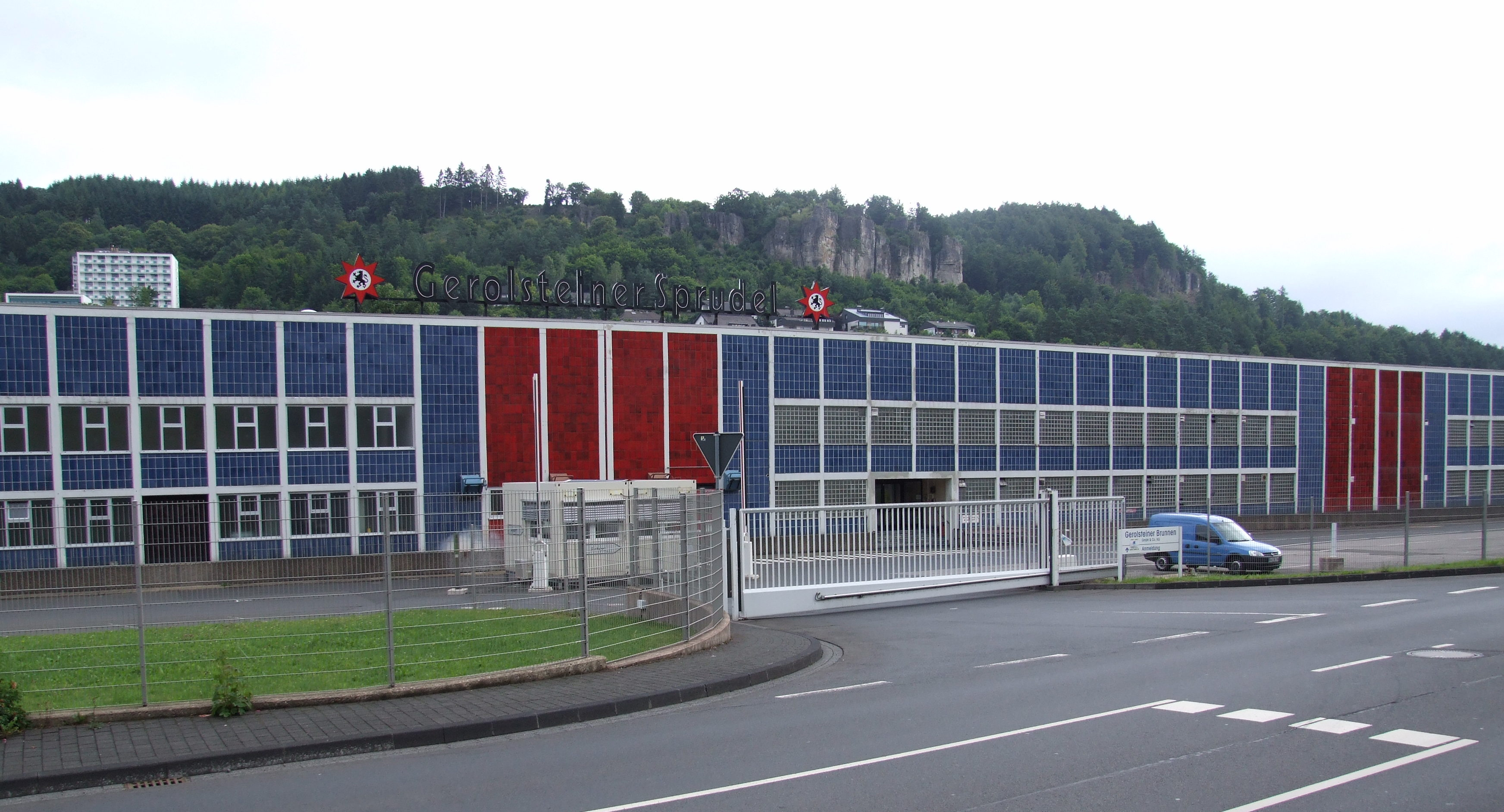
Fábrica de Gerolsteiner Brunnen

Gerolsteiner Brunnen GmbH & Co. KG, conhecido também simplesmente como Gerolsteiner, é uma companhia alemã que comercializa água mineral com sede em Gerolstein, na região montanhosa de Eifel. É muito conhecida pela sua marca Gerolsteiner Sprudel, um água mineral engarrafada carbonatada de maneira natural. Dito produto, além de hidrogênio e oxigénio (H2O) e carbono (CO2), contém ao menos os seguintes elementos químicos em quantidades de 100 ou mais microgramas por litro: bromo, cálcio, cloro, flúor, lítio, magnésio, manganês, nitrogênio, potássio, silício, sódio, estrôncio (natural, não o estroncio-90 radioactivo) e enxofre.
Gerolsteiner foi o patrocinador principal da equipa ciclista Gerolsteiner (1998-2008).

## Composição química[1]
| Componente  | Medida em mg/l |
| ----------- | -------------- |
| Bicarbonato | 1816           |
| Sódio       | 118            |
| Magnésio    | 108            |
| Potássio    | 11             |
| Cloreto     | 40             |
| Cálcio      | 348            |
| Sulfato     | 38             |